# Bäherden
Bäherden (russisch Бахерден, persisch بهاردن) ist eine Stadt und ein gleichnamiger Distrikt, Bäherden etraby, in der Provinz Ahal in Turkmenistan. Der Distrikt war zwischen 2003 und 2018 umbenannt worden in Baharly („Frühlingshaft“).

## Geographie
Bäherden, liegt am Nordrand des Kopet-Dag-Gebirgszuges, südwestlich des Kurorts Archman. Unmittelbar benachbart sind die Orte Mürçe (NW), Intush und Durun (SO), die wie der Hauptort entlang des Flusstales, des Karakumkanals und der M 37 angeordnet sind. Nach Norden erstrecken sich zunehmend aride Ebenen. Kanäle zu Bewässerungszwecken erstrecken sich in die landwirtschaftlich genutzten Gebiete.

### Verwaltungsgliederung des Distrikts
- Städte (şäherler)
  - Bäherden
- Kommunen (şäherçeler)
  - Arçman (Archman, inkl. Arçman bekedi, Arçman şypahansy, Keletdag, Täzeoba)
- Dörfer (geňeşlikler)
  - Akdepe (Akdepe, 97-nji duralga)
  - Bamy (Bamy, Ymarat)
  - Börme (Börme, 103-nji duralga)
  - Döwgala (Döwgala)
  - Durun (Durun)
  - Garagan (Garagan)
  - Garawul (Garawul, Könegümmez)
  - Kirpili (Kirpili, Atabeg, Hajyölen, Sözenlioýy)
  - Mürçe (Mürçe, Etegoýy, Tagyoýy)
  - Nohur (Nohur)
  - Saýwan (Saýwan, Deşt)
  - Sünçe (Sünçe, 100-nji duralga)
  - Ýaraji (Ýaraji, Kelete)

## Etymologie
Soltanşa Atanyýazow erklärt den Namen mit einer Verbindung zu dem antiken Ort „Abhadaran“, welcher ca. 3 km nordöstlich von Bäherden liegt. Die lokalen Interpretationen führen den Namen eher auf „Bahrizen“ („Der See deiner Frau“) und „Maharram“ (der Name einer Fürstin von Durun) zurück.
Baharly wurde gewählt, weil Präsident Saparmyrat Nyýazow erklärte, die Turkmenen hätten in Zeiten von Oġuzhan ihr Frühlingslager in dem Gebiet gehabt.

## Wirtschaft
In der Stadt gab es Werkstätten für die Nationaltracht (Keteni) und eine Teppichfabrik. Der „Goldenes Zeitalter“-Teppich (Золотой век) mit einer Fläche von 301 m², der zu Ehren des 10. Jahrestages der Unabhängigkeit Turkmenistans von 40 Teppichwebern aus Bäherden in acht Monaten gewebt wurde, ist im Guinness-Buch der Rekorde als größter handgefertigter Teppich der Welt aufgeführt.
Die Zementfabrik Bäherden wurde 2005 gegründet. Sie hat eine Produktionskapazität von einer mio. Tonnen Zement pro Jahr.

## Geschichte
Die Siedlung wurde 1881 nach der Schlacht von Gökdepe von Russland erobert und an Russland angegliedert. Ende des 19. Jahrhunderts lebten dort 789 Menschen und es gab eine Haltestelle der Transkaspischen Eisenbahn.  Bäherden wurde dann Verwaltungszentrum des Bezirks Bäherden der Turkmenischen SSR.
Am 3. Februar 2008 erhielt es den Status einer Stadt.

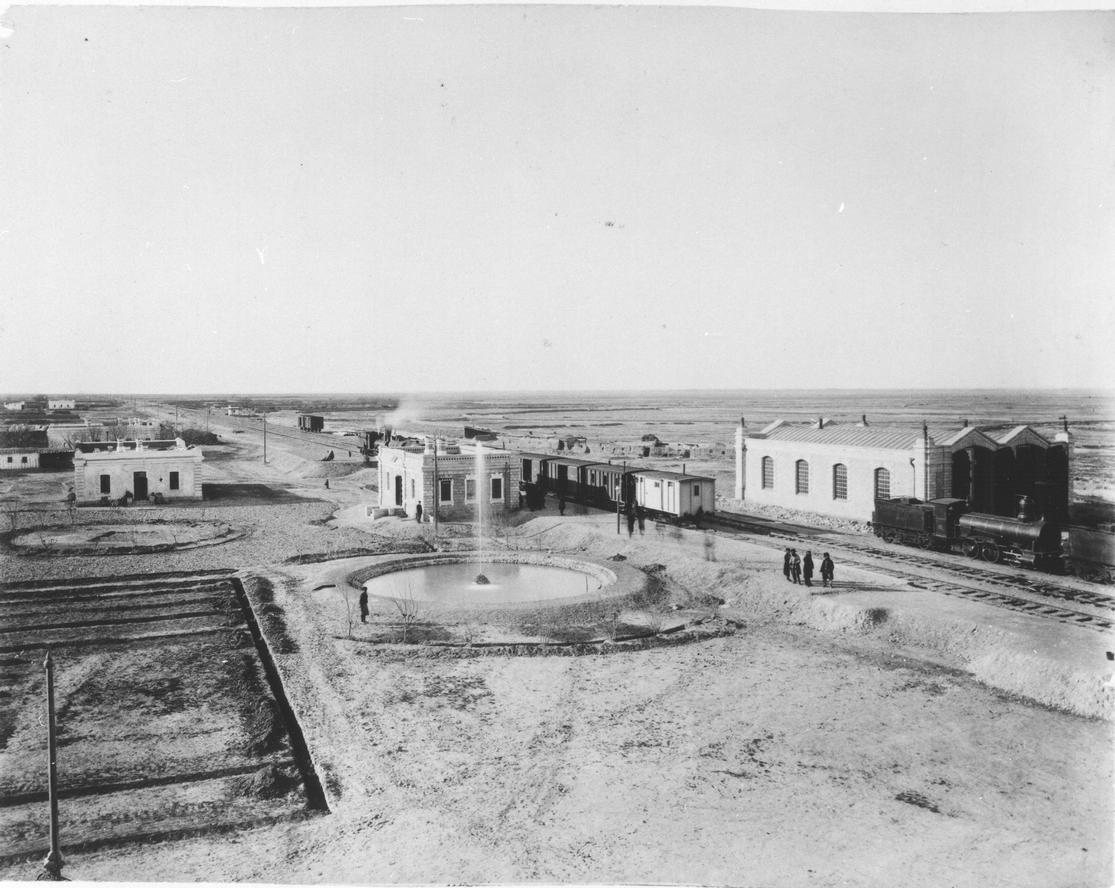
Die Bahnstation Baharly an der Transkaspischen Eisenbahn, c. 1890.

### Distrikt
Der Distrikt wurde im Januar 1926 als Distrikk Bakherden des Bezirks Poltorazk der Turkmenischen SSR gegründet. Das Verwaltungszentrum war der Bahnhof Baherden. Im August 1926 wurde der Bezirk Poltorazk abgeschafft und der Bezirk Bakharden direkt der Regierung der Turkmenischen SSR unterstellt.
Im November 1939 wurde die Region der neu gebildeten Region Aschchabad zugeordnet. Im Mai 1959 wurde die Region Aschgabat abgeschafft und der Bezirk wurde wieder direkt der Turkmenischen SSR unterstellt. 1963 wurde der Bezirk Bäherden abgeschafft, 1965 jedoch wieder gegründet. Im Dezember 1973 wurde die Region Aschgabat neu gegründet, zu der auch der Bezirk Bäherden gehörte. 1988 wurde die Region Aschgabat erneut abgeschafft und der Bezirk direkt der Turkmenischen SSR unterstellt.
Am 23. Oktober 2003 wurden durch Präsidialerlass 6435 die Stadt und der Bezirk (etrap) von Bäherden in Baharly („frühlingsartig“) umbenannt. Am 5. Januar 2018 wurde durch den Parlamentsbeschluss Nr. 686-V erhielten die Stadt und der Bezirk Baharly (Etrap) ihren alten Namen Baharden wiederhergestellt.

## Sehenswürdigkeiten
19 km südöstlich von Bäherden liegt die Bäherden-Höhle (Бахарденская пещера), eine Karsthöhle mit dem unterirdischen See Kow-Ata.

## Klima
Das ausgeprägte Kontinentalklima weist hohe Temperaturunterschiede zwischen Tag und Nacht und auch von Jahreszeit zu Jahreszeit auf.
|                       | Jan  | Feb  | Mär  | Apr  | Mai  | Jun  | Jul  | Aug  | Sep  | Okt  | Nov  | Dez  |   |       |
| Mittl. Tagesmax. (°C) | 19,1 | 22,9 | 27,8 | 33,9 | 38,0 | 41,5 | 42,7 | 42   | 38,2 | 33,8 | 25,2 | 21,3 | ⌀ | 32,2  |
| Mittl. Tagesmin. (°C) | −6,4 | −5,4 | −0,3 | 5,2  | 12,4 | 17,8 | 21,1 | 18,6 | 12,2 | 4,1  | −2,3 | −5,2 | ⌀ | 6     |
|                       |      |      |      |      |      |      |      |      |      |      |      |      |   |       |
| Niederschlag (mm)     | 16,5 | 24,4 | 31,1 | 27,6 | 19,4 | 4,9  | 3,4  | 2    | 4,4  | 11,7 | 17,9 | 16,2 | Σ | 179,5 |

| −6,4 |

| −5,4 |

| −0,3 |

| 5,2 |

| 12,4 |

| 17,8 |

| 21,1 |

| 18,6 |

| 12,2 |

| 4,1 |

| −2,3 |

| −5,2 |

| −6,4 |

| −5,4 |

| −0,3 |

| 5,2 |

| 12,4 |

| 17,8 |

| 21,1 |

| 18,6 |

| 12,2 |

| 4,1 |

| −2,3 |

| −5,2 |

## Persönlichkeiten
- Yaylym Berdiyev
- Shamuhammet Durdylyyev
- Hojamyrat Geldimyradow (* 1965), Politiker, im Dorf Börme geboren[14]
- Nury Halmammedov
- Dörtguly Hojaýew, Häkim[15]
- Şamuhammet Begenjowiç Orazmuhammedow, Häkim